# Guiclan
Guiclan [giklɑ̃] (en breton : Gwiglann) est une commune française du département du Finistère, dans la région Bretagne, en France.

## Géographie

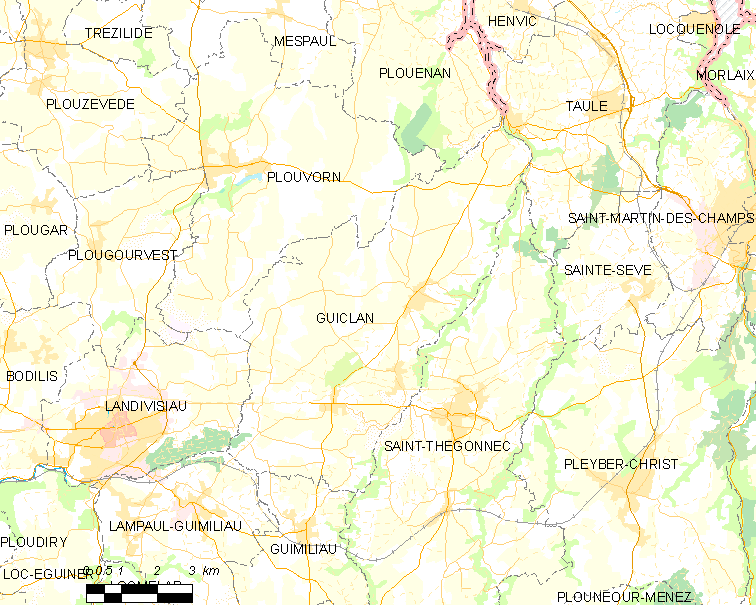
Carte de la commune de Guiclan.

Guiclan est une commune du Léon, située entre Morlaix et Landivisiau. Le finage communal est constitué par un morceau du plateau granitique du Léon, en pente douce vers le nord (son altitude maximale atteint 127 mètres à l'ouest de Kermat et s'abaisse jusque vers 80 mètres dans le nord du territoire communal), échancré par les vallées d'un fleuve côtier, la Penzé qui limite à l'est la commune, la séparant de Saint-Thégonnec et Taulé, et de deux de ses sous-affluents de rive gauche, le ruisseau de Cosquérou et le ruisseau du Guern (qui confluent plus en aval pour former l'Éon, affluent de rive gauche de la Penzé) ainsi qu'au sud-ouest par la vallée de l'Horn, un autre petit fleuve côtier qui se jette aussi dans la Manche ; l'altitude s'abaisse jusqu'à 6 mètres seulement à l'extrême nord du territoire communal qui forme une presqu'île de confluence entre la Penzé et un de ses petits affluents de rive gauche, juste à l'ouest du hameau de Penzé, situé principalement en Taulé. Les prairies sont nombreuses dans les fonds de vallée.
Le bourg de Guiclan est vers une centaine de mètres d'altitude, légèrement décalé au centre-est du territoire communal. Le paysage agraire est traditionnellement du bocage, du moins dans la partie sud de la commune (le nord est plus dénudé et plus venté et se rattache pour partie à la Ceinture dorée), avec un habitat dispersé en de nombreux écarts formés de hameaux (les principaux hameaux sont Saint-Jacques, Kermat, Revin, Trévilis, Locmenven, Kerbriant) et de fermes isolées, mais a été considérablement modifié ces dernières décennies :

« Les aménagements opérés systématiquement depuis 1955-1960 ont modifié le paysage de Guiclan par dépouillement puis arasement de talus, agrandissement des parcelles susceptibles de recevoir des engins. Les chemins accédant aux fermes ont été élargis et goudronnés. Des constructions d'importantes dimensions (porcheries et élevages de volailles de taille industrielle) parsèment la campagne de taches métalliques. Des maisons d'ouvriers, d'employés travaillant à Landivisiau ou à Morlaix, ou d'agriculteurs, ont surgi sur les lignes de crête des plis du plateau. Les chemins creux (...) ont succombé sous les ronces, fougères et orties. (...). Le cheval a presque disparu du paysage. »

Le village de Penzé, situé principalement dans les communes de Taulé et Plouénan, est aussi à la limite extrême nord de la commune de Guiclan.
Le nombre des exploitations agricoles ne cesse de diminuer : 256 en 1970, 205 en 1979, 185 en 1982, 66 en 2018 (14 éleveurs de porcs, 9 producteurs de lait et de viande bovine, 6 éleveurs de volailles, les autres pratiquant des productions multiples ou diverses, par exemple deux piscicultures) ; leur taille moyenne augmente en conséquence.

« L'agriculture guiclanaise de 1950 [était] (...) une agriculture de subsistance ou de petite agriculture marchande. (...) La production de céréales (blé, orge, avoine), de plantes fourragères, de pommes de terre de sélection, de choux-fleurs dans le nord de la commune, était la norme à cette époque. »

La partie sud de la commune est traversée par la voie express RN 12 (sa construction avait provoqué un remembrement des terres agricoles dans la partie sud de la commune), et est desservie par l'échangeur de Kermat (ce hameau est traversé par l'ancienne route nationale 12, désormais simple RD 712).
Le Sentier de grande randonnée de pays « Tour du Pays de Morlaix » longe la vallée de la Penzé.

### Communes limitrophes
Les communes limitrophes sont  Guimiliau, Lampaul-Guimiliau, Landivisiau, Plouvorn, Plouénan, Saint-Thégonnec Loc-Eguiner et Taulé.
| Plouvorn          | Plouénan  | Taulé                       |
| Landivisiau       | Guiclan   | Saint-Thégonnec Loc-Eguiner |
| Lampaul-Guimiliau | Guimiliau | Saint-Thégonnec Loc-Eguiner |

### Hydrographie
Pour un article plus général, voir Réseau hydrographique du Finistère.
La commune est située dans le bassin Loire-Bretagne. Elle est drainée par la Penzé, le ruisseau le Quillivaron, l'Éon, le Guern, la rivière l'horn et divers autres petits cours d'eau,.
La Penzé, d'une longueur de 40 km, prend sa source dans la commune de Plounéour-Ménez et se jette  dans la baie de Morlaix entre les communes de Saint-Pol-de-Léon et de Carantec, après avoir traversé neuf communes.  Les caractéristiques hydrologiques de la Penzé sont données par la station hydrologique située sur la commune de Taulé. Le débit moyen mensuel est de 2,85 m3/s. Le débit moyen journalier maximum est de 46,4 m3/s, atteint lors de la crue du 26 janvier 1995. Le débit instantané maximal est quant à lui de 71 m3/s, atteint le 1er février 1974.

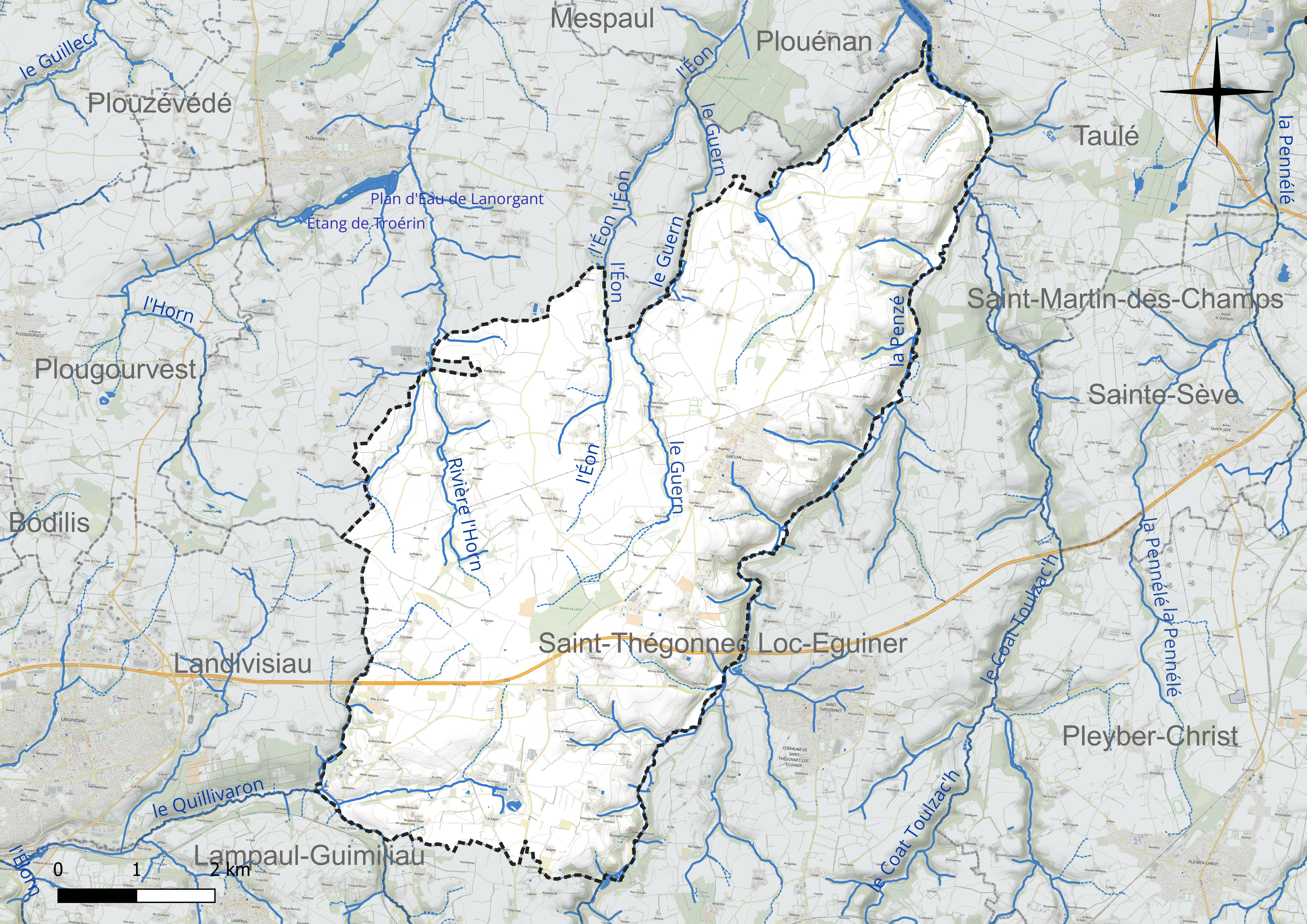
Réseau hydrographique de Guiclan.

Le Quillivaron, d'une longueur de 12 km, prend sa source dans la commune de Saint-Sauveur et se jette  dans l'Élorn à Loc-Eguiner, après avoir traversé six communes. 
L'Éon, d'une longueur de 10 km, prend sa source dans la commune  et se jette  dans la Penzé à Plouénan. 

### Climat
Pour des articles plus généraux, voir Climat de la Bretagne et Climat du Finistère.
En 2010, le climat de la commune est de type climat océanique franc, selon une étude du CNRS s'appuyant sur une série de données couvrant la période 1971-2000. En 2020, Météo-France publie une typologie des climats de la France métropolitaine dans laquelle la commune est exposée à un climat océanique et est dans la région climatique Finistère nord, caractérisée par une pluviométrie élevée, des températures douces en hiver (6 °C), fraîches en été et des vents forts. Parallèlement l'observatoire de l'environnement en Bretagne publie en 2020 un zonage climatique de la région Bretagne, s'appuyant sur des données de Météo-France de 2009. La commune est, selon ce zonage, dans la zone « Monts d'Arrée », avec des hivers froids, peu de chaleurs et de fortes pluies.
Pour la période 1971-2000, la température annuelle moyenne est de 11,1 °C, avec une amplitude thermique annuelle de 10,4 °C. Le cumul annuel moyen de précipitations est de 1 012 mm, avec 16,3 jours de précipitations en janvier et 8,1 jours en juillet. Pour la période 1991-2020, la température moyenne annuelle observée sur la station météorologique la plus proche, située sur la commune de Pleyber-Christ à 9 km à vol d'oiseau, est de 11,7 °C et le cumul annuel moyen de précipitations est de 1 101,6 mm,. Pour l'avenir, les paramètres climatiques de la commune estimés pour 2050 selon différents scénarios d'émission de gaz à effet de serre sont consultables sur un site dédié publié par Météo-France en novembre 2022.

## Urbanisme

### Typologie
Au 1er janvier 2024, Guiclan est catégorisée bourg rural, selon la nouvelle grille communale de densité à 7 niveaux définie par l'Insee en 2022.
Elle est située hors unité urbaine. Par ailleurs la commune fait partie de l'aire d'attraction de Landivisiau, dont elle est une commune de la couronne,. Cette aire, qui regroupe 12 communes, est catégorisée dans les aires de moins de 50 000 habitants,.

### Occupation des sols
L'occupation des sols de la commune, telle qu'elle ressort de la base de données européenne d'occupation biophysique des sols Corine Land Cover (CLC), est marquée par l'importance des territoires agricoles (91,4 % en 2018), une proportion sensiblement équivalente à celle de 1990 (92,1 %). La répartition détaillée en 2018 est la suivante :
terres arables (57,3 %), zones agricoles hétérogènes (31 %), forêts (4,2 %), prairies (3,1 %), zones urbanisées (3 %), milieux à végétation arbustive et/ou herbacée (1,4 %). L'évolution de l'occupation des sols de la commune et de ses infrastructures peut être observée sur les différentes représentations cartographiques du territoire : la carte de Cassini (XVIIIe siècle), la carte d'état-major (1820-1866) et les cartes ou photos aériennes de l'IGN pour la période actuelle (1950 à aujourd'hui).

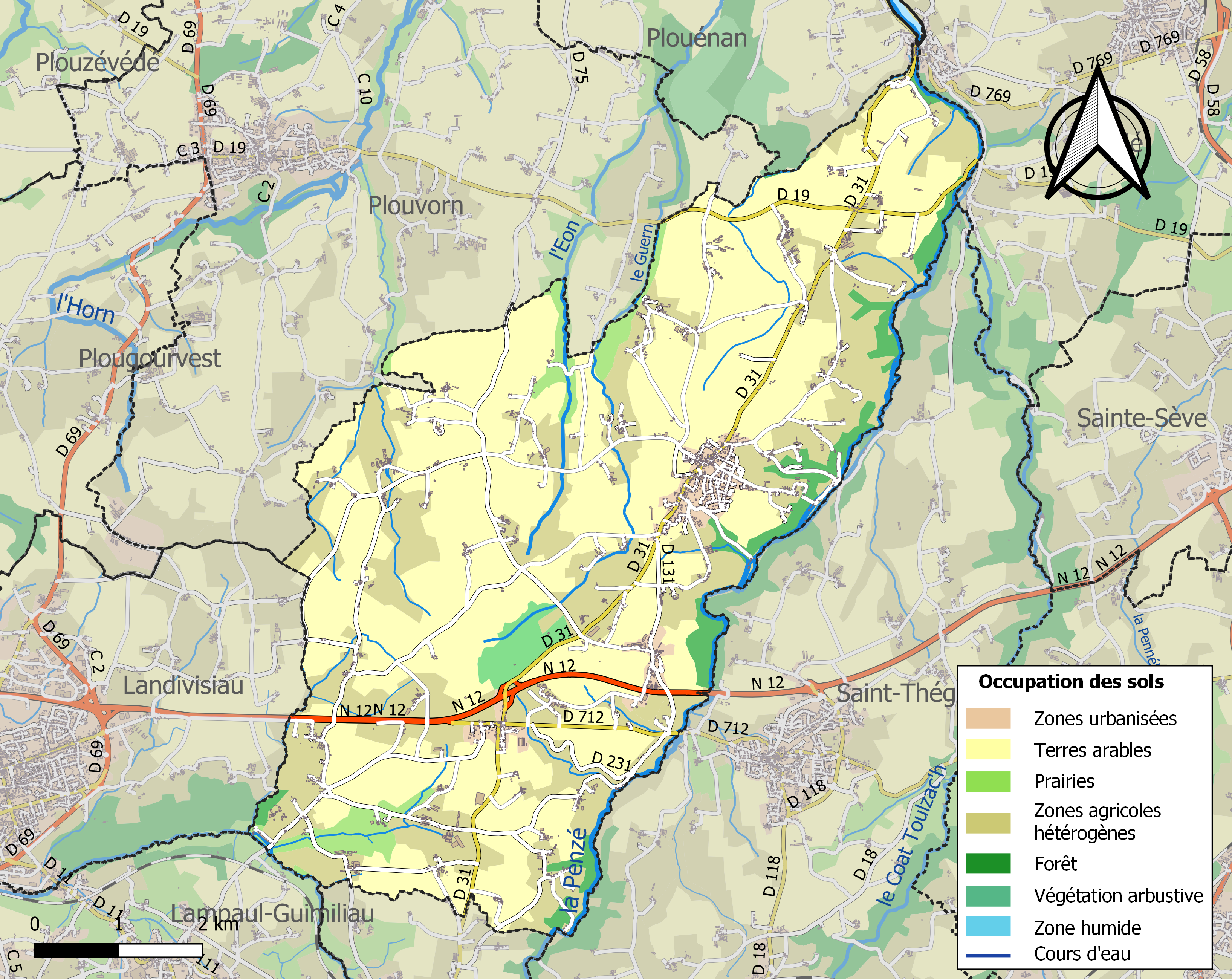
Carte des infrastructures et de l'occupation des sols de la commune en 2018 (CLC).

## Toponymie
La paroisse était désignée jusqu'au XVIIe siècle sous le nom de Ploelan (attesté en 1277, 1407, etc.) ou Ploelann (en 1467), devenu Gwic-Lan ou Gwiglann (« bourg du monastère ») à partir de 1569.
Le nom de la localité procède du breton gwik- signifiant « bourg », et issu du latin vicus, et du breton lan « monastère ».

## Histoire

### Préhistoire: la grotte deRoc'h Toul

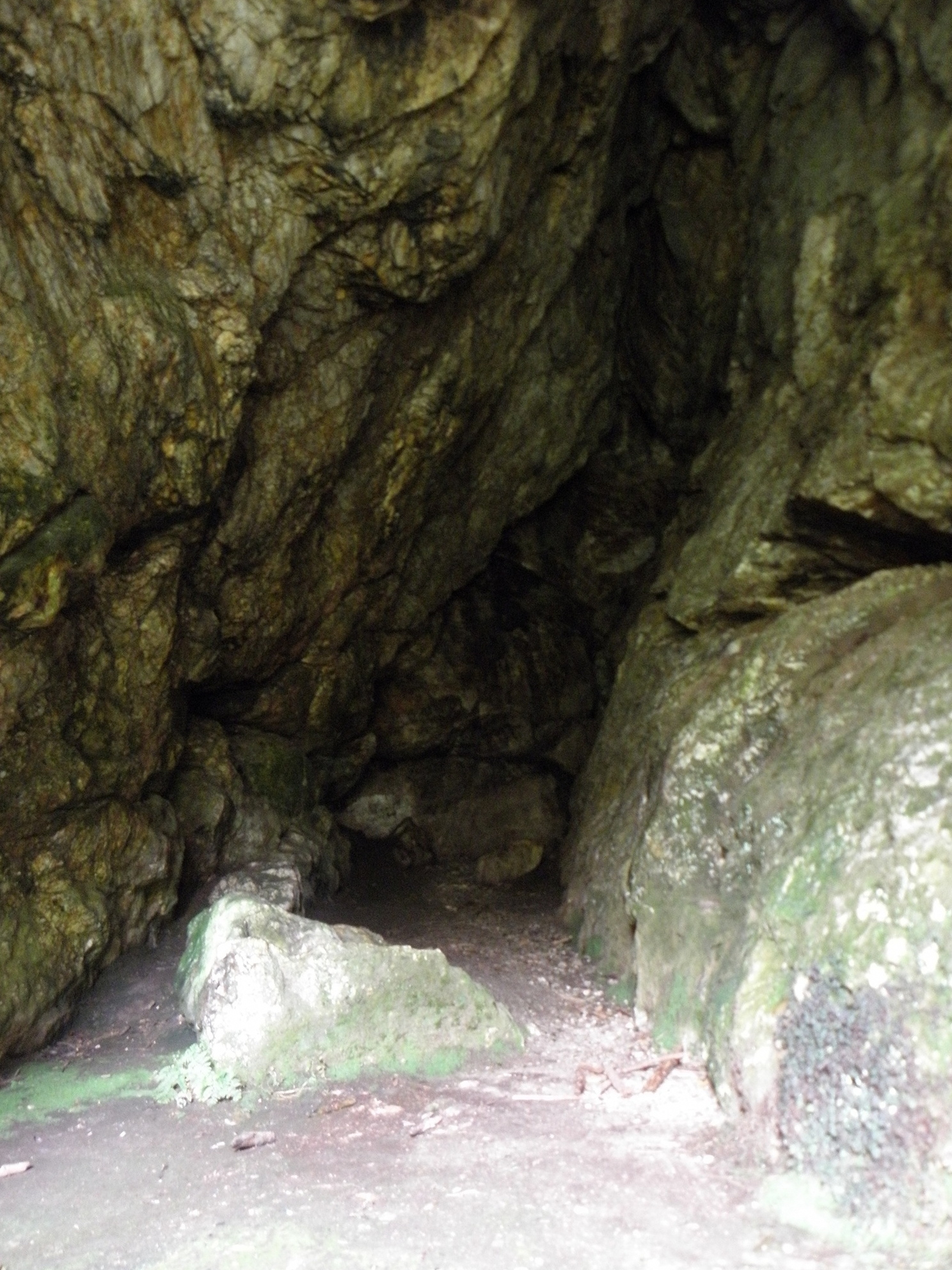
La grotte de Roc'h-Toul.

Environ trois à quatre cents lames en silex ont été trouvées à Roc'h Toul (la "Roche percée") en Guiclan en 1868 par le docteur Le Hir de Morlaix dans une grotte de grès armoricain. Le docteur Le Hir a aussi trouvé dans le voisinage de cette caverne dans un champ nommé Parc-ar-Plenen des traces d'activité humaine liées à cet habitat troglodytique datant de l'époque azilienne (environ 10 000 ans).

« Cette grotte est située à 84 mètres de la rive de la Penzé, elle est creusée dans un roc blanc, composé de grès et de quartz. (...). La grotte se divise en deux chambres, presque en ligne droite et séparées par une cloison de rochers qu'il faut contourner pour passer de l'une à l'autre. (...) »

« La grotte s'est formée à la faveur des failles qui recoupent un énorme rocher de grès. (...) La grotte s'ouvre à l'est. Son entrée est précédée par une sorte de terre-plein, protégé au nord par une grande muraille naturelle (...). Passé le porche, on entre dans une première chambre longue d'une douzaine de mètres (...). Vers le fond un rétrécissement forme une deuxième chambre (...). La longueur totale de la caverne est d'une quarantaine de mètres. »

La grotte est classée monument historique. Elle abrite cinq espèces de chauves-souris et le site voit pousser une fougère protégée : l'Hyménophylle de Tunbridge.

### Origines
« Traversée au nord par la voie romaine de Morlaix à Kérilien, au sud par celle de Morlaix à Landerneau, le territoire de Guiclan a conservé des traces d'occupation depuis la préhistoire (grotte de Roc'h-Toul, camp gaulois de Lomenven, vestiges romains du Fagot, de Kersaint-Gilly, de Feunteun-Bôl). Le nom de Coz-Ilis ("la vieille église"), porté par une butte près de Saint-Draff, ne suffit pas à justifier un déplacement du centre primitif de la paroisse. Des débris de briques et de tuiles romaines à Rugoloen et à Tréménou, à proximité du bourg, témoignent d'une occupation ancienne du lieu. »

Le nom de Feunteun-Bôl (« Fontaine de Pol ») laisse supposer que saint Pol serait passé par Guiclan.

### Antiquité
Des vestiges d'un habitat gaulois ont été identifiés à Locmenven.
Une voie romaine « venant de Plouénan passait par l'ouest de Guiclan, l'est de Guimiliau, Loc-Eguiner, Commana, puis venait se fondre à l'ouest de Botmeur avec la voie (...) de Quimper à Morlaix ». Des débris de tuiles datant de l'époque gallo-romaine ont été trouvés à Rugoloen et à Tréminou, et divers vestiges de la même époque à Kersangilly et Fagot.
L'historien Bernard Tanguy a écrit :

« Traversée au nord par la voie romaine de Morlaix à Kérilien, au sud par celle de Morlaix à Landerneau, le territoire de Guiclan a conservé des traces d'occupation depuis la préhistoire (grotte de Roc'h-Toul, camp gaulois de Lomenven, vestiges romains du Fagot, de Kersaint-gilly, de Feunteun-Bôl). Le nom de Coz-Ilis ("la vieille église"), porté par une butte près de Saint-Draff, ne suffit pas à justifier un déplacement du centre primitif de la paroisse. Des débris de briques et de tuiles romaines à Rugoloen et à Tréménou, à proximité du bourg, témoignent d'une occupation ancienne du lieu. »

### Moyen Âge

#### Le miracle de 1313
Selon le procès en canonisation de saint Yves, un grand miracle se serait produit en 1313 à Guiclan : la fille d'Alain de Bosnezne, prénommée Thyphaine, âgée de 3 à 4 ans, serait morte, mais sa mère pria saint Yves, l'implorant de rendre vie à sa fille ; au moment de la mettre dans un linceul, elle aurait redonné des signes de vie et se serait ensuite remise complètement.

#### Les foires de Guiclan
En 1595, de grandes foires sont concédées, pour être organisées à Guiclan, par le roi Henri IV à Tanguy, seigneur de Kersauson et de Kersaint-Gilly. Vers le milieu du XIXe siècle, les foires de Guiclan se tenaient les deuxièmes lundis de février, avril, juin, août, octobre et décembre.

#### La famille de Kersauson
La maison seigneuriale de Kersauson, dont le nom signifie ville des Sausons (c'est-à-dire des Saxons, en fait des Anglais) disposait en 1260 des droits de haute justice, moyenne justice et basse justice. Les ancêtres de cette famille, des chefs de clan probablement, auraient fait partie des immigrants de Bretons insulaires venus des Îles Britanniques en Armorique aux Ve siècle, VIe siècle et VIIe siècle.
« Kersauson, en Guiclan, évesché de Léon » écrit Guy Le Borgne en 1667. En fait, le "clan Kersauson" aurait abordé du côté de Plouescat avant de s'installer à Guiclan. L'ancienneté des Kersauson est établie par les documents historiques, le nom apparaît dans la Charte d'Eudon en 1057 (Charte d'Eudon qui s'est avérée être un faux). Les réformations de 1427 à 1574 citent les "Kersauson" parmi les plus anciens nobles de l'évêché de Léon et leur maintiennent le droit d'extraction chevaleresque. Leur blason est "De gueules au fermoir d'argent" et leur devise Pred ew, pred aw, Kersoason ("Prêt, toujours prêt, Kersauson"). La seigneurie de Kersauson s'étendait en Guiclan et en Plouvorn ; sa juridiction, mouvante de celle de Landivisiau, s'exerçait au bourg de Kersaint-Gilly. Ils disposaient d'un droit de prééminence dans les églises et chapelles de Guiclan, de Plouénan, de Lambader, les Carmes et la cathédrale de Saint-Pol-de-Léon, etc., et étaient chevaliers bannerets.
Située à Guiclan, la seigneurie des Kersauson fut constamment habitée par des membres de cette famille depuis au moins 1057 jusqu'en 1520 et, même après l'abandon de la demeure seigneuriale, les terres restèrent dans la famille de Kersauson jusqu'en 1788, date du décès de Jean Jacques Claude, marquis de Kersauson. Mais après 1520, les de Kersauson n'habitèrent plus à Guiclan.
Parmi ces membres, la liste n'étant pas exhaustive :
- Robert de Kersauson est croisé en 1248 lors de la Septième croisade (d'après un faux document fabriqué pa*/ r le Cabinet Courtois)
- Guillaume, chevalier, seigneur de Kersauson, vivait en 1260
  - Guillaume de Kersauson, son fils, devint évêque de Léon en 1297, décéda en 1327, et fut inhumé dans son église cathédrale, où l'on voit encore sa tombe avec une inscription. On lui doit la tour nord-ouest de la cathédrale.
    - Jean, chevalier, seigneur de Kersauson, vivait en 1400.
    - Hervé I de Kersauson, marié avec Alliette de Lanros
      - Guillaume de Kersauson, à l'origine de la branche des Kersauson-Penandreff, épouse vers 1447 Gilonne du Chastel, fille d'Olivier du Chastel et de Jeanne de Malestroit. C'est lui qui achète en 1440 le manoir de Penhoët (ou Penhoat)[39] en Saint-Frégant, manoir que ses descendants habiteront jusqu'en 1563. Décédé après 1483. il fut sénéchal de Landerneau en 1472[40].

Désormais, la famille de Kersauson n'habite plus à Guiclan.

### Le manoir de Lézérazien (Lézarazien)
L'ancien manoir de Lézérazien (Lézarazien) est à la limite de Guiclan et de Lampaul-Guimiliau. Ce manoir, au début un rendez-vous de chasse, appartint à la famille Le Sénéchal, seigneurs de Lézérazien, et passa par alliance dans la famille de Kerouartz. Joseph Hyacinthe de Kerouartz, seigneur de Lisle, épousa le 4 septembre 1673 Perrine Le Sénéchal de Lézérazien) et leurs descendants occupèrent le manoir pendant deux siècles jusqu'à sa destruction et son remplacement en 1871 par le château de Lézérazien.
Le 10 messidor an IV (29 juin 1796, William Foster, un citoyen américain, demeurant à Morlaix, fit « une soumission d'acquisition des manoir, métairie et moulin de Lézérazien en Guiclan », qui appartenaient alors aux Kerouartz et susceptibles d'être vendus comme biens nationaux. Louis-Marie-Joseph de Kerouartz de Lézérazien proteste et l'administration du Finistère lui donne raison dans les termes suivants :
« Considérant qu'aucune prescription, aucune fin de non recevoir ne peut être opposée à un défenseur de la Patrie, qui a combattu pour elle sur mer, contre la Vendée et dans les armées triomphantes de Sambre et Meuse et devant Mayence jusqu'en Thermidor An IV, sans interruption et tant que sa santé lui a permis. Il sera sursis à toute vente de bien indivis entre la République et le citoyen Louis Kerouartz ». En effet, contrairement à ses six frères et sœurs, Louis-Marie-Joseph de Kerouartz de Lézérazien, non seulement n'a pas émigré, mais il a combattu dans les armées de la Révolution.
Louis-Marie-Joseph de Kerouartz de Lézérazien, né le 22 juillet 1766 à Kerouartz, marié avec Françoise Mathurine Alexandrine Augusta de La Porte Vezins, puis avec Anne Marie Miorcec de Kerdanet, fille de Daniel Nicolas Miorcec de Kerdanet, ancien député du Finistère ; il est né le 22 juillet 1766 à Kerouartz et décédé le 21 août 1798. Pendant la Révolution française, six des sept enfants de François-Jacques de Kerouartz et de Marie-Jeanne-Charlotte de Kerouartz émigrèrent. Seul Louis-Marie-Joseph de Kerouartz de Lézérazien fit un choix opposé, restant faire carrière dans la marine française, embarquant à la fin de l'année 1790 comme lieutenant de vaisseau sur l' Éole à destination de Saint-Domingue où il dut faire face à une mutinerie; rentré en France le 1er janvier 1793 (il débarqua à Paimbœuf), il s'engage le 23 juillet 1793 à Saumur dans le 7e régiment de hussards et combat dans les rangs de l'armée républicaine en Vendée, puis dans l'Armée de Sambre-et-Meuse jusqu'au 13 germinal an III (4 avril 1795), où, atteint par la maladie (il séjourne à l'hôpital militaire de Bruxelles), il est réformé. Il rentre à Lannilis le 10 fructidor an III (28 août 1795) et récupère la propriété des manoir, métairie et moulin de Lézérazien (en Guiclan) en passe d'être vendus comme biens nationaux. Il fut maire de Guiclan entre 1807 et 1816 et mourut le 7 mai 1825 à Brest.

### DuXVIesiècleauXVIIIesiècle
La paroisse de Guiclan était traversée par le "grand chemin", l'ancienne route royale (transformée par la suite en RN 12) à l'entretien de laquelle les Guiclanais devaient participer en fonction d'un système de corvées.

« La paroisse guiclanaise de l'Ancien Régime comptait des familles nobles qui possédaient une très grande partie des terres. Les fermiers leur payaient redevance. Ces familles nobles étaient enterrées dans les hauts lieux de l'église paroissiale, chapelles latérales ou près du chœur. Le reste de la population se partageait le reste de l'enceinte sacrée. (...) Le premier ensevelissement hors de l'église remonte à 1703. »

Le 2 mai 1640, un habitant de Guiclan, Jean Prigent, est le premier mort de l'épidémie de peste qui frappe la région de Morlaix cette année-là. En 1687, une femme de Guiclan, Anne Cloarec, « devenue folle le soir de ses noces, elle resta huit mois dans cet état » ; lorsqu'elle recouvra la raison, elle se rendit à Plévin témoigner sa reconnaissance au Père Julien Maunoir.
Au XVIIe siècle, la seigneurie de Penhoët, sise en Saint-Thégonnec, s'étendait alors sur huit paroisses : Saint-Thégonnec, Taulé, Plouvorn, Plougar, Guiclan, Pleyber-Christ, Plounéour-Ménez et Commana. La châtellenie de Daoudour est subdivisée en deux juridictions : celle de "Daoudour-Landivisiau", dite aussi "Daoudour-Coëtmeur", qui avait son siège à Landivisiau et comprenait Plouvorn et ses trèves de Mespaul et Sainte-Catherine, Plougourvest et sa trève de Landivisiau, Guiclan, Saint-Thégonnec, Guimiliau, Lampaul-Bodénès, Pleyber-Christ, Commana et sa trève de Saint-Sauveur, Plounéour-Ménez et pour partie Plouénan ; et celle de "Daoudour-Penzé", qui avait son siège à Penzé et comprenait Taulé et ses trèves de Callot, Carantec, Henvic et Penzé, Locquénolé, Saint-Martin-des-Champs et sa trève de Sainte-Sève.
Le XVIIe siècle est pour Guiclan une période de grande prospérité liée à l'activité toilière : le nombre des naissances y passe de 40 par an au début du siècle à 110-120 à la fin du même siècle. Entre 1643 et 1688, les revenus paroissiaux triplent à Guiclan. Guillaume Le Hir, un "julod" ("fabricant et marchand de toiles"), de Guiclan, laisse à sa mort plus de 47 000 livres de biens meubles, dont  36 850 livres de fils et toiles, sans compter la terre. Cette prospérité se poursuit au XVIIIe siècle. De nombreux fils cadets de "juloded" entrent aussi dans les ordres, à la manière des fils cadets de la noblesse : c'est le cas par exemple d'Yves-Marie Le Roux, né le 29 décembre 1760 à Saint-Thégonnec, qui fut tour à tour recteur de Commana, Guiclan (entre 1806 et 1818) et Plouzévédé.
En octobre 1754, des voleurs de la bande de Marion du Faouët (Olivier Guilherm, Jean Mével, Bod dit "La Feuillade" et Joseph Le Bion, frère de Marion du Faouët) pillent l'église de Guiclan, « une église très riche et très réputée », volant « une somme de mille huit cent et quelques livres dont ils se saisirent, et l'emportèrent dans la ville de Rennes (...) ». Le 19 janvier 1755, des voleurs forcent à nouveau les portes de l'église, de l'escalier, de la salle des archives et le coffre-fort. Ils emportent 12 000 livres et 23 "bagues" (sans doute des pierreries destinées à orner certains objets de culte).
La vie à Guiclan entre 1742 et 1762 a fait l'objet d'une étude publiée dans le "Bulletin de la Société archéologique du Finistère".
En 1770, Guiclan est la paroisse la plus riche du Haut-Léon central : les habitants paient en tout 2590 livres de capitation (pour 3 100 habitants), devançant Plouvorn : 2524 livres (pour 3 600 habitants), Landivisiau : 1564 livres (pour 2 400 habitants) et Bodilis : 1208 livres (pour 2 000 habitants). En réponse à l'enquête organisée en 1774 par l'évêque de Léon, Jean-François de La Marche, le recteur de Guiclan écrit que sa paroisse compte environ 300 riches, 1 000 aisés, 1 000 "dans un état médiocre", 750 "au-dessous du médiocre", 750 pauvres et 450 mendiants ».
Jean-Baptiste Ogée décrit ainsi Guiclan en 1778 :

« Guiclan ; à trois lieues et demie au sud de Saint-Pol-de-Léon, son évêché ; à 38 lieues de Rennes ; et à 2 lieues trois-quarts de Morlaix, sa subdélégation. Cette paroisse, dont la cure est présentée par l'Évêque, ressortit au siège royal de Lesneven et compte 3 400 communiants. Le territoire est assez plat, et couvert d'arbres et buissons ; les terres y sont excellentes et fertiles en grains et en lins ; on y voit d'excellents pâturages et des landes. On y fait du cidre. La maison seigneuriale [principale] est celle de Kersauson, avec haute, moyenne et basse justice.(...) [Les autres sont] Penhoedic [Penhoadic] ; le château de Penhoët, haute, moyenne et basse justice, jadis de la dépendance des Ducs de Bretagne, et dont on ne voit plus aujourd'hui que des ruines, appartient à M. le président de Kerouars. Le Cosquérou, Kerouffil, Kerdelant, Kergoët, Kermelec-Loumenven, Lefcaf et Tréfilis sont aussi des maisons nobles. »

Les premières couvertures en ardoises (provenant de Locquirec, Châteaulin ou les Monts d'Arrée) datent, dans les fermes de Guiclan, de la fin du XVIIe siècle, supplantant progressivement les toits de chaume qui disparaissent à la fin du XIXe siècle, ou au plus tard au début du XXe siècle.

### La Révolution française
Les prêtres de la paroisse, Mathurin Hyacinthe Autheuil, recteur, et Jézéquel, vicaire, signent la protestation des prêtres du Léon et refusent de prêter le serment de fidélité à la Constitution civile du clergé, et sont suspendus (ils se réfugient ensuite en Angleterre), mais pendant plusieurs mois aucun prêtre ne pose sa candidature pour les remplacer ; il faut attendre le 29 novembre 1792 pour qu'un nouveau recteur soit élu, Le Bot. Un autre prêtre de Guiclan, Cazuc, s'exila en Espagne.
En 1799, il n'y a plus que 46 marchands de toiles à Saint-Thégonnec (mais c'est encore la commune où ils sont les plus nombreux), 26 à Guiclan, 23 à Plouvorn, 16 à Bodilis, 10 à Landivisiau, 4 à Saint-Servais, etc..

### LeXIXesiècle
Entre 1816 et 1821, Guiclan compte 325 morts avant l'âge de 1 an sur un total de 643 naissances (une famine sévissait alors).
En 1835, un violent orage suivi d'une tornade dévasta en partie l'église : la foudre frappa le clocher, abattant l'un de ses quatre pilastres, dont la chute détruisit une partie de la toiture de l'église ; la catastrophe fit deux morts et plusieurs blessés car elle se produisit durant ma messe ; il fallut démolir la flèche qui menaçait de s'effondrer et sa reconstruction, financée par la commune, dura jusqu'en 1842. Une partie des murs sud et nord de l'église, ainsi que du pignon, furent aussi reconstruits entre 1853 et 1858, les paroissiens participant aux charrois des matériaux de construction.
Le pourcentage de conscrits illettrés à Guiclan entre 1858 et 1867 est de 47 %.
Benjamin Girard décrit ainsi la commune en 1889 :

« Très étendue du nord au sud, la commune de Guiclan a peu de largeur de l'ouest à l'est. Le bourg a une population agglomérée de 541 habitants ; il est à peu près au centre de la commune, qui (...) a été traversée par une voie romaine venant de Morlaix et se dirigeant vers Landivisiau. »

#### L'économie auxXVIIIesiècleetXIXesiècle
L'activité papetière était importante au XVIIIe siècle à Guiclan et dans les paroisses avoisinantes :
« Les papeteries [sont] au nombre de 50 à Guiclan, Pleyber-Christ, Saint-Thégonnec, etc. qui ont leur débouché à Morlaix pour la manufacture de tabac. [Elles] occupent 300 personnes ». L'industrie toilière était aussi présente, « des toiles pour l'Espagne », précise un ouvrage de 1881.
Jacques Cambry affirmait : « On fabriquoit aussi des toiles à carreaux dans les communes de Saint-Thegonec, de Guiclan, de Pleiber-Christ. on en faisoit des matelats ; elles servoient à la traite des nègres. Ce commerce de toiles étoit très-considérable », « Leurs coquilles [des berniques] se vendent ; on en fait de la chaux dans la paroisse de Guiglan, et sur-tout chez les habitans des rives de Pensé, qui blanchissent beaucoup de toiles ». Selon des statistiques agricoles publiées en 1849 et concernant selon les productions des années comprises entre 1836 et 1846, la répartition de l'occupation des terres est alors la suivante : pour une superficie totale de 4 264 ha, la commune possédait 1 888 ha de terres arables, 1 583 ha de landes et bruyères, 248 ha de bois, taillis et plantations, 223 ha de prairies naturelles, 3 ha de marais et étangs ; la commune possédait alors 12 moulins en activité. Les paysans de Guiclan cultivaient à l'époque 378 ha d'avoine, 378 ha de froment, 283 ha d'orge, 79 ha de seigle, 151 ha de sarrasin, 1 504 ha d'ajoncs d'Europe, 31 ha de lin, 6 ha de chanvre, 57 ha de navets, betteraves, carottes et choux (dont 38 ha de navets), 283 ha de trèfle, 94 ha de pommes de terre, 132 ha restant en jachère, et élevaient 630 chevaux (230 mâles, 120 juments, 280 poulains et pouliches), 1180 bovins (dont 1000 vaches), 200 porcs, 29 ovins, aucun caprin, 577 poules et 32 coqs, 20 canards, 17 oies, et possédaient 225 ruches à miel. En 1836, la population agricole est de 3 509 personnes, soit 95,1 % de la population communale totale qui était alors de 3 688 habitants.

#### La persistance de l'activité toilière
Des "Juloded" continuent à s'enrichir de l'activité toilière au XIXe siècle ; ils vivent alors "noblement", ne travaillant pas de leurs mains, commandant leurs domestiques, qui peuvent dépasser la vingtaine, se contentant de se rendre aux foires, de pratiquer des loisirs et éventuellement de faire de la politique :

« Tel "julod" de Guiclan, qui habite trop près du bourg pour utiliser son tilbury, ne va jamais à la messe qu'escorté de ses domestiques. Le maître précède, coiffé du chapeau à boucle et ruban, sanglé dans son "turban" (large ceinture de flanelle ou de cotonnades à carreaux, et bombant le torse dans son rigide plastron blanc. Il occupe le milieu du chemin, cependant que les valets, à distance respectueuse, suivent sur les côtés, en double file. (...) Le "julod" n'admet pas à sa table ses domestiques. »

Jacques Quéinnec, qui vécut la fin de sa vie à partir de 1803 dans le manoir de Kermorvan, ancien bien noble de la famille de Boiséon, qu'il avait acheté en 1796 fut le plus connu des "juloded" de Guiclan.
Les principales familles "julodes" de Guiclan furent les Bléas, Breton, Fagot, Guillou, Joncour, Laurent, Le Bras, Nicolas et Quéinnec. « Mais seuls les Quéinnec, Breton et Guillou appartenaient à la kenta troc'h (la "première coupe" [de lin]), qui elle-même dominait l' eil troc'h (la "seconde coupe") ».

#### Guiclan vers le milieu duXIXesiècle
A. Marteville et P. Varin, continuateurs d'Ogée, décrivent ainsi Guiclan en 1843 :

« Guiclan (sous l'invocation de saint Pierre) : commune formée de l'ancienne paroisse de ce nom, aujourd'hui succursale. (...) Principaux villages : Kervraon, Kerilly, Kergoat, Kerhervé, Kervéland, Kerlan, Kersaintgilly, Kermot, Kerlaviou, Pennarhoat. Superficie totale : 4 268 hectares, dont (...) terres labourables 1 912 ha, prés et pâturages 272 ha, bois 222 ha, vergers et jardins 2 ha, canaux et marais 3 ha, landes et incultes 1 577 ha (...). Moulins : 12 (de Moudennou, de Kergoat, de Kernabat, Neuf, de Kerlaviou, Kerougay, de Lézarazien, à eau). Objets remarquables : chapelles Kerlédan et Saint-Jacques. (...) La route royale no 12, de Paris à Brest, traverse la commune d'est en ouest. Il y a foire les deuxièmes lundis de février, d'avril, de juin, d'août, d'octobre et de décembre. Géologie : le terrain schisto-argileux domine. On parle le breton. »

Une école fonctionnait déjà en 1830. Une école des garçons est construite entre 1845 et 1848, une école des filles en 1859-1860.
Le journal Océan , reprenant un article de l'Écho de Morlaix, écrit le 21 avril 1847 :

« Conséquences de la misère. De nombreuses maladies, telles que dyseneries, fièvres putride, etc.. sévissent en ce moment dans plusieurs communes rurales du Léonais : une affreuse misère et la mauvaise alimentation qui en est la conséquence, en favorisent le développement et en multiplient les cas. Ainsi les communes du nord du canton de Landivisiau ont déjà enregistré plusieurs décès de ce genre : dans les communes de Plouzévédé, Guiclan, Sibiril ; à Plouénan, particulièrement, où les indigents ne se nourrissent guère que de légumes crus, la classe pauvre a été cruellement décimée. »

#### Le séminaire Saint-Jacques

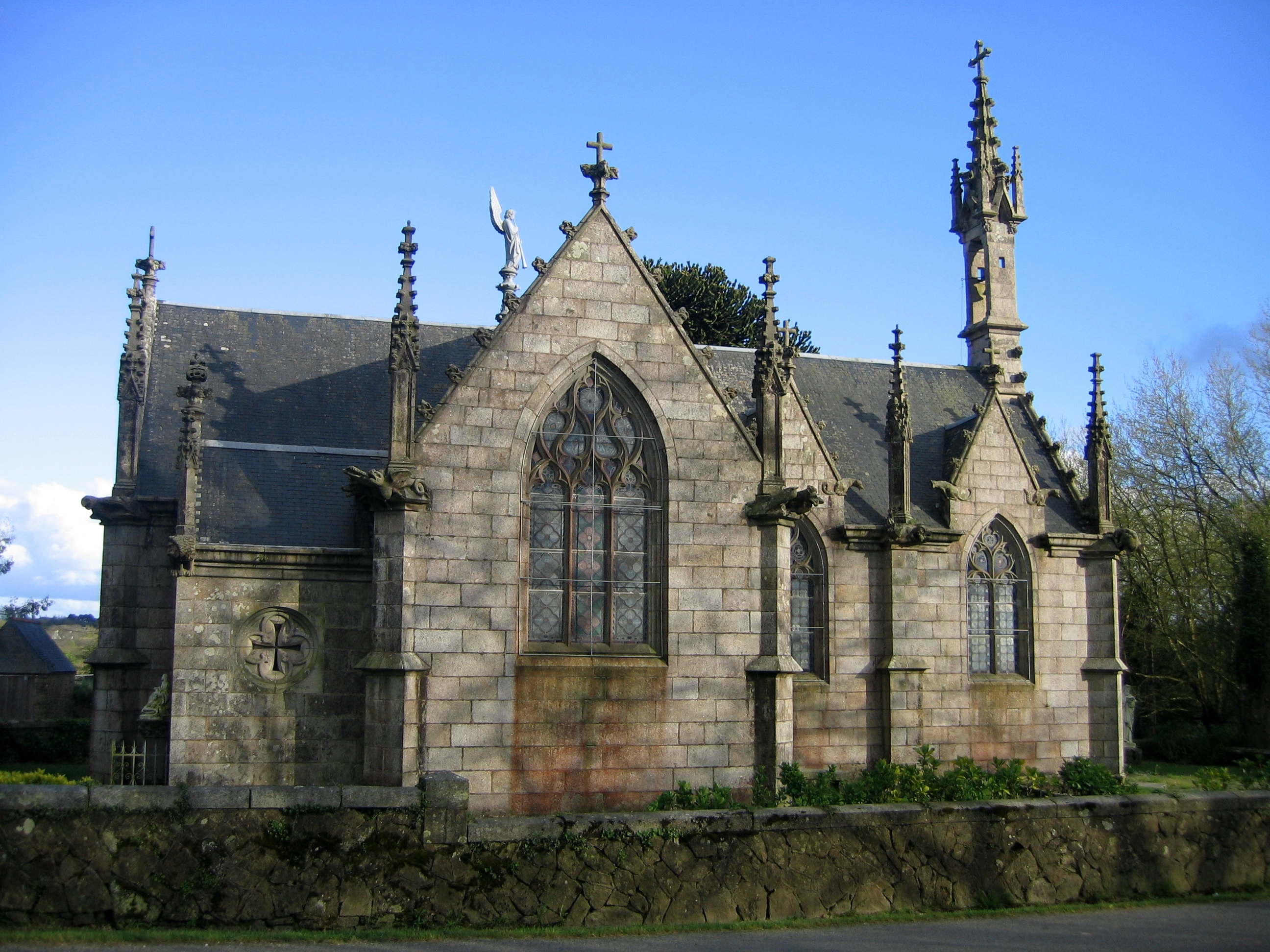
La chapelle Saint-Jacques, vue extérieure d'ensemble.

Un nouveau château est construit à Lézérazien en 1871 par Albert de Kerouartz et la fille de ce dernier, Mère Marie-Caroline de Kerouartz, religieuse à Lannion, donna le château et son domaine de 18 hectares aux Missionnaires d'Haïti dont le séminaire se trouvait antérieurement à Pontchâteau depuis 1872.
Le 10 juin 1864, Martial Testard du Cosquer, qui avait fondé à Paris, rue Lhomond, le séminaire Saint-Martial, débarque à Port-au-Prince (Haïti), dont il a été nommé évêque en 1863 (il le resta jusqu'à sa mort en 1869), accompagné d'une trentaine de missionnaires et de religieuses de l'ordre des Sœurs de Saint-Joseph de Cluny, envoyés par le pape Pie IX afin d'évangéliser les esclaves ; pendant les 20 premières années de leur apostolat, sur les 273 missionnaires envoyés en Haïti, 113 décédèrent sur place dont 32 pendant la première année de leur séjour en raison des épidémies, particulièrement de fièvre jaune, et de la fatigue excessive. En 1872; Jean Marie Guilloux, originaire de Ploërmel et devenu archevêque de Port-au-Prince, ouvre un séminaire à Pontchâteau destiné à former des missionnaires pour Haïti.

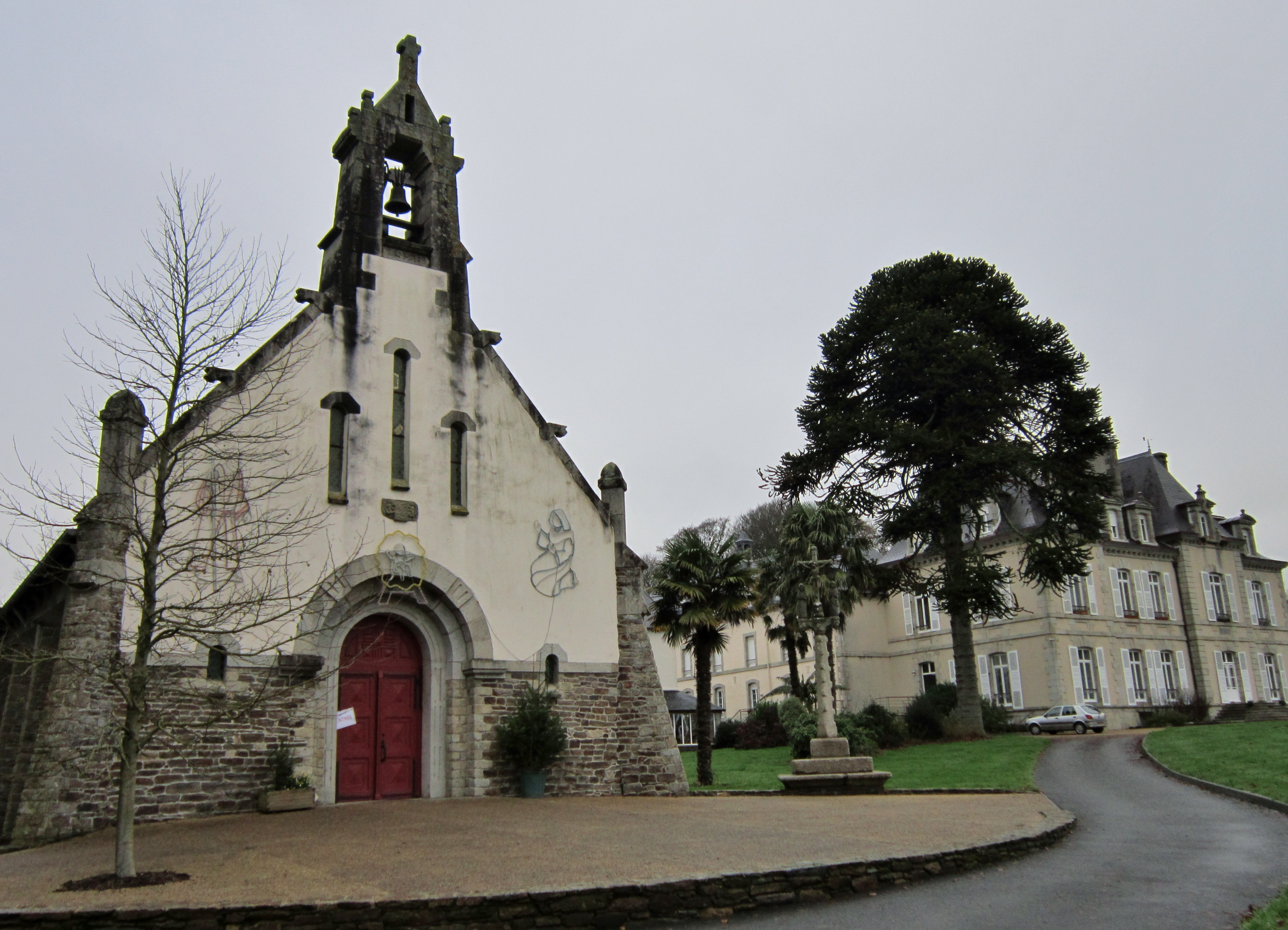
Chapelle et centre Saint-Jacques.

Fondé par le chanoine Éveno et ouvert le 2 octobre 1894, le séminaire Saint-Jacques, ou séminaire de la Mission d'Haïti, en Guiclan, recrute et forme des missionnaires envoyés ensuite à Haïti. À la fin du XXe siècle et dans les premières décennies du XXe siècle, la majeure partie du clergé haïtien a été formé dans ce séminaire. Le 12 janvier 1959, la « Société des Prêtres de Saint Jacques » est fondée à Port-au-Prince. François Poirier en devient le premier Supérieur Général. Le 30 avril 1966, la « Société des Prêtres de Saint Jacques » devient un « Institut clérical à vie commune sans vœux » ; le siège reste à Saint-Jacques en Guiclan.
En 1970, la « Société des prêtres de Saint-Jacques » comptait 190 membres, dont 90 à Haïti, 53 en France métropolitaine, 26 au Brésil, 7 aux États-Unis, 7 en Guadeloupe. Au 1er janvier 2012, ils étaient encore 68, parmi lesquels 36 français, dont seuls 8 avaient moins de 70 ans. En 2012, les Pères de Saint-Jacques sont toujours présents en Haïti où ils jouent un rôle humanitaire notable, mais ils sont aussi depuis 1961 présents au Brésil. Depuis 2004, des missionnaires haïtiens sont envoyés au Brésil et... en France où ils sont présents dans les diocèses de Saint-Brieuc, Créteil, La Rochelle et Quimper.
Le « Centre missionnaire Saint-Jacques » est devenu un lieu de retraite, de conférences, de réunion pour ses scouts et des groupes d'Action catholique, etc. et de repos pour les missionnaires âgés ou malades.

### LeXXesiècle

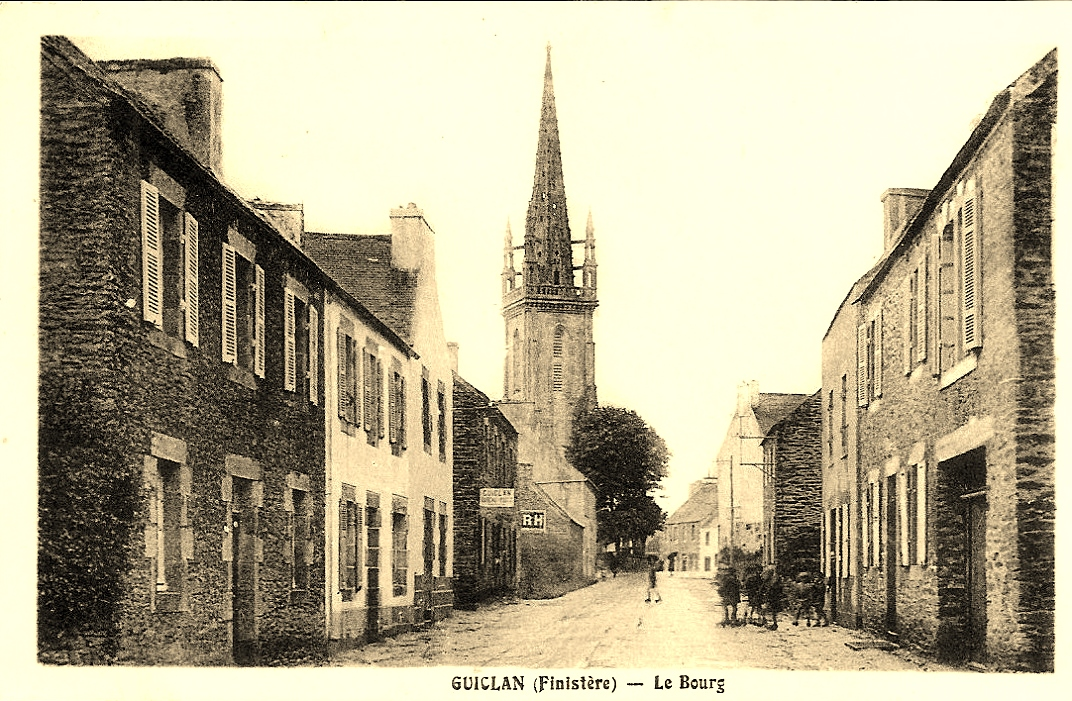
Le bourg de Guiclan au début du XXe siècle.

#### Les querelles liées à la mise en place de la laïcité au début duXXesiècle
À la fin du XIXe siècle, les Sœurs du Saint-Esprit tenaient un établissement charitable à Guiclan, « assistant et soignant gratuitement les malades à domicile ». Une autre congrégation religieuse, la Congrégation des Filles de la Sainte Vierge de la Retraite de Vannes était aussi présente, tenant une école qui fut laïcisée le 6 septembre 1902 par arrêté du préfet du Finistère.
Le journal Ouest-Éclair soutient les protestataires :

« Comme réponse à la laïcisation de l'école communale, le Conseil municipal de Guiclan tout entier, le maire, l'honorable M. Quéinec en tête, a envoyé sa démission à la face de M. Collignon, préfet. Bravo Guiclan ! Inutile de dire que la population se fait une joie de les réélire tous à l'unanimité. »

Le maire et les deux adjoints de Guiclan, qui soutenaient les protestaires, furent révoqués par le Préfet du Finistère.
À Guiclan, les institutrices publiques sont en 1902 qualifiées de « femmes de mauvaise vie » par le recteur.
Le 8 mars 1906, Guiclan est concerné par la querelle des inventaires : l'agent public venu inventorier les biens d'église se vit refuser l'accès à l'église par une foule nombreuse et dut se retirer sans pouvoir opérer. Mais cet inventaire est finalement réalisé le 23 novembre 1906 « sans incidents notables ».
L'étude notariale de Me Bazin, notaire à Guiclan est supprimée le 17 août 1907 par décret du président de la République.

#### La Première Guerre mondiale
Le monument aux morts de Guiclan (inauguré le 2 avril 1923) porte les noms de 176 soldats de Guiclan morts pour la France pendant la Première Guerre mondiale ; parmi eux six au moins sont morts en Belgique (Auguste Goarnisson dès le 22 août 1914 à Ham-sur-Sambre ; le même jour Yves Guivarch et Hervé Le Mer tous deux à Rossignol ; Jacques Pouliquen le 23 septembre 1914 à Auvelais ; Arthur Schmitt  tué à l'ennemi le 12 novembre 1914 à Groot-Wierstraat ; Vincent Crenn le 16 août 1917 à Roesbrugge) ; un soldat au moins (Alain Mérer) est mort à Thessalonique (Grèce) lors de l'expédition de Salonique ; un au moins (Yves Ménez) est mort en captivité en Allemagne ; deux au moins sont des marins morts en mer ; (François Nédélec et Yves Kerrien le 22 janvier 1919, donc après l'armistice) ; la plupart des autres sont décédés sur le sol français dont Jean Pierre Abgrall, Charles Le Gall et Eugène Quemener, tous trois décorés de la Médaille militaire et de la Croix de guerre.

#### L'Entre-deux-guerres
L'influence de la religion était alors très forte comme le montre ce témoignage recueilli par Anne Guillou :

« Il n'y avait pas de bals de noce à Guiclan. Ils étaient interdits. À mon mariage, en 1928, j'avais des copains (...) qui voulaient danser. Alors, on est allé à Penzé. Là, il y avait une salle de danse. (...) Certaines jeunes filles se sont rappelé longtemps cette noce et le sermon qu'elles ont entendu le dimanche suivant. Toutes ont dû confesser leur faute. »

Pendant l'Entre-deux-guerres, la société sportive "Les Francs-tireurs de Roc'h-Toul" organisait des compétitions cyclistes au "vélodrome des Papillons". Le patronage catholique a joué un rôle important d'animation et d'encadrement des jeunes à Guiclan dans la décennie 1930 et les suivantes.
L'élevage des chevaux était alors très important :

« La commune de Guiclan est particulièrement connue par l'importance de son élevage chevalin. (...) Lundi prochain 2 février, fête de la Chandeleur, se tiendra au bourg de Guiclan, le concours annuel de poulains qui avait lieu d'habitude le 24 juin. (...) Le concours (...) réunira certainement un beau nombre de concurrents, surtout en poulains d'un an, que leurs propriétaires voudront comparer avant le grand concours de mars à Saint-Thégonnec. (...) Le conseil municipal lui alloue une subvention de 1 500 francs. »

L'élevage bovin était également très pratiqué, y compris celui des taureaux, de nombreux éleveurs gagnant des prix lors des concours agricoles.

#### La Seconde Guerre mondiale
Le monument aux morts de Guiclan porte les noms de 21 personnes mortes pour la France pendant la Seconde Guerre mondiale ; parmi elles Julien Saout est un marin disparu en mer lors du naufrage du sous-marin Actéon le 9 novembre 1942 et Jean Le Saout, marin français engagé dans la Royal Navy, est mort dans le naufrage de l' HMS Fidelity le 30 décembre 1942 coulé par l'Unterseeboot 435 au large des Açores.
Louis-Marie Rannou, né le 21 septembre 1922 à Guiclan, qui habitait Kergoat en Guiclan, est décédé en déportation le 23 octobre 1944 à Diez (Allemagne).
Emmanuel Clédic (1917-2007), qui vivait à Guiclan, a raconté ses souvenirs de la Deuxième Guerre mondiale dans un livre : "Le Pain Noir". François Prigent a témoigné de ses souvenirs de l'été 1944 à Guiclan.

#### L'après Seconde Guerre mondiale
Deux soldats originaires de Guiclan (Yves Queguiner et Marcel Saout) sont morts pour la France pendant la guerre d'Indochine, un (Georges Corre) et un (Raymond Messager) pendant la Guerre d'Algérie.

## Politique et administration

### Héraldique
| Blason de Guiclan | Blason de Guiclan : Coupé voûté : au premier d'or à trois mouchetures d'hermine de sable rangées en fasce, au second de sable à un fermail d'or. Officiel : approuvé par décision municipale du 26 juin 1976, déposé en préfecture le 11 août 1976. Présent sur le site internet de la mairie Concepteur : JE.Benoiston. |

### Liste des maires
« Autrefois, pour être élu ici, il fallait être paysan, propriétaire et chrétien ».

## Démographie

### Évolution démographique
En 1886, le hameau de Moudennou avait 135 habitants, celui de Kerbrat 109 habitants, celui de Saint-Jacques 80 habitants et celui du Fagot avait 40 habitants.
| 1793  | 1800  | 1806  | 1821  | 1831  | 1836  | 1841  | 1846  | 1851  |
| ----- | ----- | ----- | ----- | ----- | ----- | ----- | ----- | ----- |
| 2 764 | 2 852 | 3 014 | 3 008 | 3 448 | 3 509 | 3 549 | 3 688 | 3 456 |

| 1856  | 1861  | 1866  | 1872  | 1876  | 1881  | 1886  | 1891  | 1896  |
| ----- | ----- | ----- | ----- | ----- | ----- | ----- | ----- | ----- |
| 3 466 | 3 433 | 3 571 | 3 622 | 3 690 | 3 517 | 3 429 | 3 382 | 3 321 |

| 1901  | 1906  | 1911  | 1921  | 1926  | 1931  | 1936  | 1946  | 1954  |
| ----- | ----- | ----- | ----- | ----- | ----- | ----- | ----- | ----- |
| 3 192 | 3 164 | 3 132 | 2 891 | 2 900 | 2 957 | 2 760 | 2 423 | 2 279 |

| 1962  | 1968  | 1975  | 1982  | 1990  | 1999  | 2006  | 2008  | 2013  |
| ----- | ----- | ----- | ----- | ----- | ----- | ----- | ----- | ----- |
| 2 202 | 2 076 | 2 011 | 1 937 | 2 045 | 2 030 | 2 124 | 2 143 | 2 438 |

| 2018  | 2022  | - | - | - | - | - | - | - |
| ----- | ----- | - | - | - | - | - | - | - |
| 2 493 | 2 564 | - | - | - | - | - | - | - |

### Évolution du rang démographique
| selon la population municipale des années : | 1968 | 1975 | 1982 | 1990 | 1999 | 2006 | 2009 | 2013 |
| Rang de la commune dans le département      | 85   | 89   | 99   | 98   | 100  | 100  | 97   | 91   |
| Nombre de communes du département           | 286  | 283  | 283  | 283  | 283  | 283  | 283  | 283  |

En 2017, Guiclan était la 92e commune du département en population avec ses 2 490 habitants (territoire en vigueur au 1er janvier 2020), derrière Plouénan (91e avec 2 510 habitants) et devant Plonéis (93e avec 2 425 habitants).

## Lieux et monuments

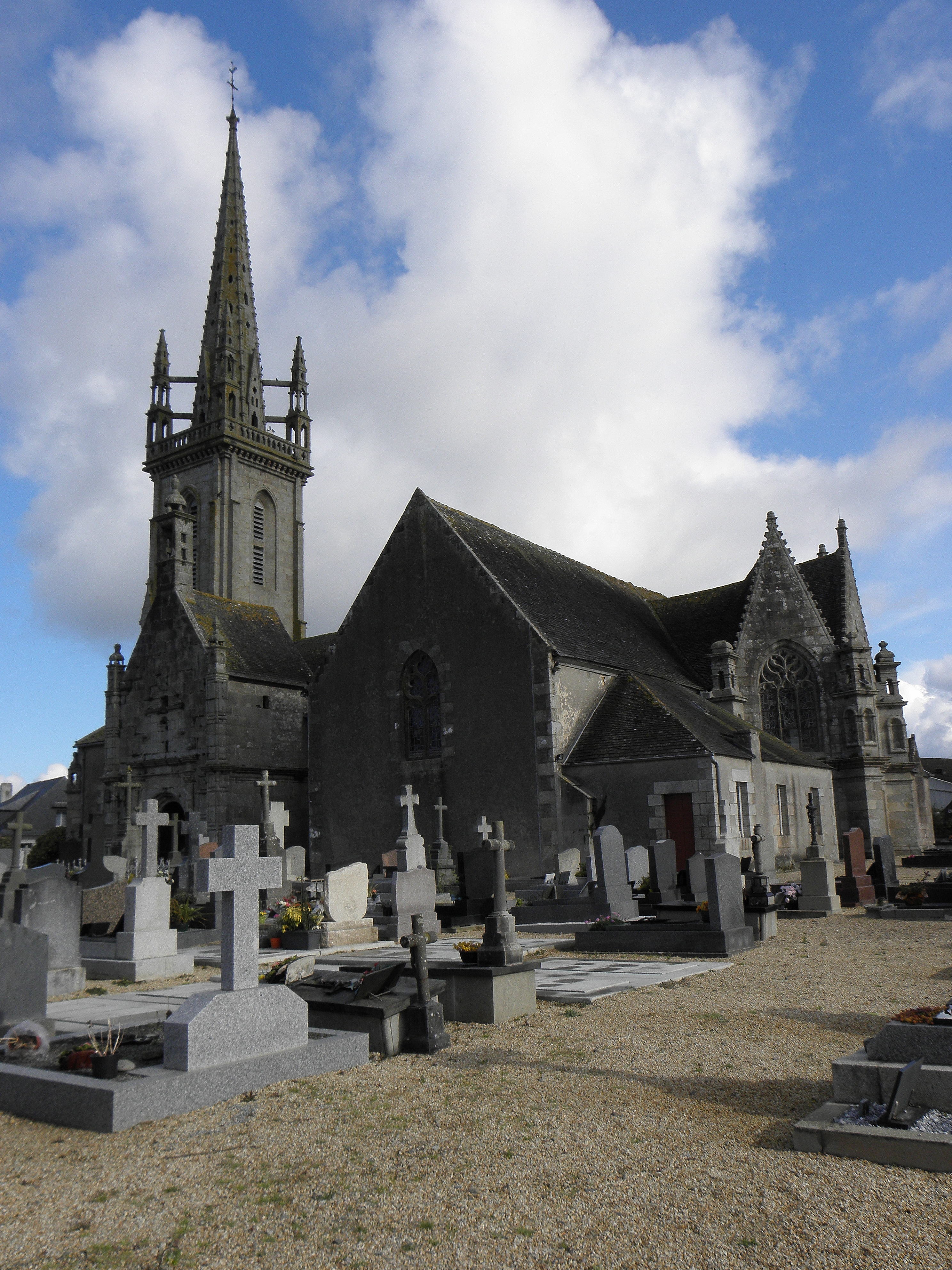
L'église paroissiale Saint-Pierre de Guiclan.

- Église Saint-Pierre de Guiclan : seuls le porche sud et le chevet datent du XVIIIe siècle, le reste de l'église ayant été reconstruit au XIXe siècle. L'église possède deux retables: celui de saint Sébastien et celui du Rosaire, entouré de ses 15 médaillons racontant les mystères du Rosaire. Le pardon de la Saint-Pierre était très fréquenté : « Ces jours-là, la voûte de l'église vibrait sous l'effet des cantiques bretons chantés avec ferveur. Le chœur était rempli de prêtres et le troupeau se serrait autour de ses bergers »[1].
- La chapelle Saint-Vizias (ou Saint-Visias, ou Saint-Vizio : le nom est probablement une déformation locale de saint Turiau, connu aussi sous le nom de saint Thivisiau) date du XVIe siècle, mais a été très remaniée depuis. Son pardon a lieu chaque année vers la mi-juillet. Les mères d'enfants malingres espéraient une intervention de saint Vizias à la fontaine du même nom, en revêtant la statuette de l'un des vêtements de leur enfant.

« Le pardon de Saint-Vizio se tenait le deuxième dimanche de juillet. Après les vêpres, nous allions en procession jusqu'à la fontaine où l'on bénissait les bébés car ses eaux avaient la réputation de favoriser leur marche, puis le cortège se poursuivait dans le bois du château de La Monneraye en chantant des cantiques où le breton avait bonne place. »

La chapelle, qui est à proximité du château de Penhoat (situé en Saint-Thégonnec), est propriété communale depuis 1971 (donnée par la famille de La Monneraye).
- Plus de 20 croix et calvaires existent dans la commune, dont : la Croix-Neuve (érigée en 1557, restaurée en 1889 par Yann Larc'hantec) ; la croix du cimetière (qui porte une plaque commémorative de la mission de 1866 et des jubilés de 1875 et 1878) ; le calvaire de Kerhervé (vers 1550) ; celui de Kerlaoudet (vers 1530) ; de Kermat (XVe siècle) ; de Lézérazien (XVIe siècle) ; de Lomenven (XIXe siècle) ; , etc.[114].
- Grotte naturelle de Roc'h Toul à Kerougay, curiosité et station paléolithique.
- Le moulin à tan[115] de Lézarazien en Guiclan, qui n'est plus en activité depuis 1919, est le mieux conservé de toute la région, même s'il n'a plus sa roue à eau[116].
- Les anciens manoirs de Kersaintgily, Cosquérou et Penchoadic.
- Le lavoir de la Métairie[117].

## Enseignement
La commune dispose de deux écoles primaires :
- l'école publique Jules Verne[118] ;
- l'école privée catholique du Sacré-Cœur[119].

Des enfants sont aussi sclolarisés à l'école publique de Penzé (en Plouénan).

## Santé
Guiclan dispose en 2018 d'un cabinet médical (deux médecins) et d'une pharmacie.

## Vie sportive
La commune a longtemps possédé deux clubs de football : la JA Guiclan, créé à l'initiative du clergé et l'US Guiclan, créé plus tardivement par des laïcs et disparu en 1992. Ces deux clubs ont été remplacés par le Guiclan FC.
Un club de handball existe : ASC Guiclan Handball.

## Personnalités liées à la commune
- Jacques de Pencoetdic, conseiller du duc de Bretagne, fut envoyé en Écosse en 1452 pour négocier le traité de mariage entre le duc de Bretagne François Ier et Isabelle d'Écosse. Il appartenait à la famille de Penhoadic et était originaire de Guiclan. Il est dit « évêque élu de Saint-Brieuc, mais n'est pas indiqué sur la liste des évêques de Saint-Brieuc. Il est décédé à Rome en 1462 alors qu'il était auditeur de la Rote, sa pierre tombale se trouvant dans le cloître de l'église Saint-Louis-des-Français, mais se trouvait antérieurement dans l'église Saint-Yves-des-Bretons, également située à Rome[122].
- Marie-Amice Picard, ou Marie Amice Picart, (née le 2 février 1599 ; décédée le 25 décembre 1652 à Saint-Pol-de-Léon) est une mystique bretonne née à Guiclan. Une fontaine est dressée sur les lieux où elle a vécu.
- La famille Quéinnec a fourni toute une lignée de notables politiques, dont trois maires de Guiclan et trois députés :
  - Jacques Quéinnec, marchand de toiles à Plounéour-Ménez, puis député de la Convention, puis du Conseil des Cinq-Cents, finit ses jours à Guiclan au manoir de Kermorvan où il décéda le 26 avril 1817[123]. Marié avec Louise Madec.
    - Yves Jean Quéinnec, né le 16 juin 1782 à Plounéour-Ménez, décédé le 3 mai 1845 à Guiclan, expert du cadastre, marié le 26 janvier 1807 à Guiclan avec Marie-Jeanne Pouliquen et remarié le 7 janvier 1813 à Lampaul-Guimiliau avec Marie-Anne Grall.
      - François Quéinnec (né le 4 novembre 1813 à Pen-ar-Hoat en Guiclan, décédé le 22 avril 1888 à Landivisiau, notaire, marié avec Angèle Caroff.
      - Guillaume Quéinnec, né le 25 mai 1817 à Guiclan, décédé le 29 janvier 1866 à Guiclan, maire de Guiclan, cultivateur, marié le 13 janvier 1839 à Guiclan avec Françoise Yvonne Pouliquen.
        - Marie-Louise Quéinnec, née le 23 décembre 1844 à Kerlaoudet en Guiclan, décédée en 1914, mariée le 22 juillet 1875 à Guiclan avec Claude Paul Marie Caill, né le 11 mars 1835 à Plouzévédé.
          - Yves Caill (1881 - 1957), vétérinaire, maire de Plouzévédé, conseiller général, marié avec Anne-Marie Quéinnec.
            - Antoine Caill, né le 7 février 1923 à Plouzévédé, décédé le 26 avril 1976, fut maire de Plouzévédé à partir de 1959, conseiller général, député[124] UNR puis UDR du Finistère de 1962 à 1978[125].

    - François Quéinnec, né le 22 juin 1786 à Plounéour-Ménez, décédé le 5 septembre 1855 à Landivisiau, marié le 26 janvier 1807 à Guiclan avec Marie-Anne Pouliquen.
      - Jacques-Jean Quéinnec, né le 5 novembre 1807 à Guiclan, décédé le 9 octobre 1864 à Saint-Thégonnec, marié le 21 janvier 1836 à Saint-Thégonnec avec Marie Yvonne Pouliquen.
        - Yves-François Quéinnec, né le 12 juillet 1854, décédé en 1896, propriétaire, conseiller général du Finistère, marié le 24 septembre 1877 à Saint-Thégonnec avec Marie Louise Olive Caroff.
          - Jacques Queinnec, né le 7 octobre 1885 à Saint-Thégonnec, décédé le 6 avril 1956 à Pont-l'Abbé, notaire, député du Finistère de 1928 à 1932 et sénateur du Finistère de 1937 à 1945.

    - Guillaume Quéinnec (1788 - 1858), marié avec Marie Jeanne Perrot.
      - Louis Vincent Quéinnec (1819 -1887), maire de Guiclan, marié avec Marie Guillemette Le Bras.

    - Jean Louis Quéinnec (1799 -1885), juge de paix, marié avec Marie Rannou.
      - François Quéinnec, né le 23 février 1843 à Kermorvan en Guiclan, maire de Guiclan, marié le 24 juin 1869 à Guiclan avec Marie-Anne Fagot.

    - Gabriel Dominique Quéinnec, né le 4 août 1791 à Plounéour-Ménez, décédé le 11 septembre 1840 à Sizun, fabricant de toiles, marié le 22 mai 1821 à Guiclan avec Catherine Rannou.
      - Françoise Quéinnec, née le 16 septembre 1825 à Sizun, décédée le 12 mars 1851 à Landivisiau, mariée le 18 mai 1846 à Landerneau avec Yves Marie Pouliquen, né en 1821 à Lampaul-Guimiliau, décédé le 6 décembre 1879 à Landivisiau, maire de Landivisiau.
- Yann Mari Normand (né à Guiclan en 1886, mort en 1961 à Saint-Thégonnec) : parfois surnommé « le barde de Guiclan », il a composé au front pendant la Grande guerre des poèmes en breton régulièrement publiés dans la revue Kroaz ar Vretoned[126].
- Yann Kerlann (Jean Delalande), directeur de la revue bretonnante Ar Falz, a habité à Guiclan dans la décennie 1930.
- Hervé Calvez, collecteur de mémoire.
- Jakez Kerrien, écrivain auteur de Ar Roc'h Toull.
- Yves Miossec, écrivain de langue bretonne, auteur d'une monographie sur Guiclan (en français).
- Gwen Stefani, chanteuse américaine, a des ancêtres originaires de Guiclan.[réf. nécessaire]
- Jean Kerléo, parfumeur chez Patou et fondateur de l'osmothèque de parfum à Versailles.

## Livres
- Yves Miossec, Une vieille paroisse bretonne : Guiclan.
- Pierre Champion, Françoise au calvaire, éditions Grasset, 1924.

« C'est l'histoire de Françoise, fermière à Guiclan (Finistère). Son homme Denis, est parti pour la guerre. Elle reste avec les trois enfants et les domestiques, Jean-Marie et Jean-François, deux gamins sérieux comme les adolescents campagnards, qui ont appris à travailler de bonne heure. Elle prend sur ses frêles épaules tout le fardeau que l'homme a dû déposer, pour aller au loin défendre son foyer. Elle cultive les champs, elle soigne le bétail, elle vend les récoltes. Et le soir, à la veillée, elle trouve encore le temps d'écrire à son soldat de longues lettres toutes remplies des nouvelles de la culture et de famille. (...) Vous devinez la fin : Denis est tué. Françoise accepte le deuil, comme elle a accepté la tâche. Veuve, elle restera la même, et continuera d'élever les enfants en pensant à l'absent, qui ne reviendra plus, mais qu'elle rejoindra. (...) Françoise Deins, c'est une Maria Chapdelaine de chez nous. »

- François Bléas, éleveur à Kerbrat en Guiclan, directeur de La Bretagne hippique, vice-président du Stud-box de la race postière Norfolk bretonne, a publié en 1913 une étude sur la Bretagne hippique intitulée Les chevaux bretons[128].
- Michel Quélennec, La fumée au-dessus du toit[129].

## Homonymie
- Émile Souvestre, dans son roman Derniers Bretons, a dénommé Ioan Guiclan (« Jean de Guiclan »)[130], un illuminé, prêchant partout la pénitence, s'inspirant probablement de Gwenc'hlan (ou « Guinclan »), barde armoricain à l'existence semi-légendaire hostile aux chrétiens qui aurait vécu au Ve siècle dans les environs du Menez Bré, peut-être à Bégard[131] et évoqué aussi par La Villemarqué dans le Barzaz Breiz paru en 1839 et dont la première pièce est intitulée La prophétie de Gwench'lan, où l'auteur affirme qu'il s'agit d'un poète connu au Pays de Galles sous le nom de Kian[130].